# Geneva (Georgia)
Geneva es un pueblo ubicado en el condado de Talbot en el estado estadounidense de Georgia. En el censo de 2000, su población era de 114.

## Demografía
En el 2000 la renta per cápita promedia del hogar era de $18,750, y el ingreso promedio para una familia era de $27,750. El ingreso per cápita para la localidad era de $14,839. Los hombres tenían un ingreso per cápita de $13,750 contra $18,125 para las mujeres.

## Geografía
Geneva se encuentra ubicado en las coordenadas 32°34′46″N 84°33′2″O / 32.57944, -84.55056 (32.579438, -84.550485).
Según la Oficina del Censo, la localidad tiene un área total de 2 km² (0,8 mi²), de la cual 2 km² (0,8 mi²) es tierra y 0 km² (0 mi²) (0.00%) es agua.